# Apostel-Petrus-Kirche (Momajny)
Die Kirche des Heiligen Apostels Petrus in Momajny (deutsch Momehnen) ist eine im 19. Jahrhundert wiedererrichtete Kirche aus dem 14. Jahrhundert. Sie war bis 1945 zentrales Gotteshaus für das evangelische Kirchspiel Momehnen und ist heute römisch-katholische Pfarrkirche in der polnischen Woiwodschaft Ermland-Masuren.

## Geographische Lage
Momajny liegt in der nördlichen Mitte der Woiwodschaft Ermland-Masuren nur wenige Kilometer südlich der polnisch-russischen Staatsgrenze. Durch den Ort führt eine Nebenstraße, die Michałkowo (deutsch Langmichels) an der Woiwodschaftsstraße 591 (einstige deutsche Reichsstraße 141) mit Skandawa (Skandau) verbindet. Ein Bahnanschluss besteht nicht.

## Kirchengebäude

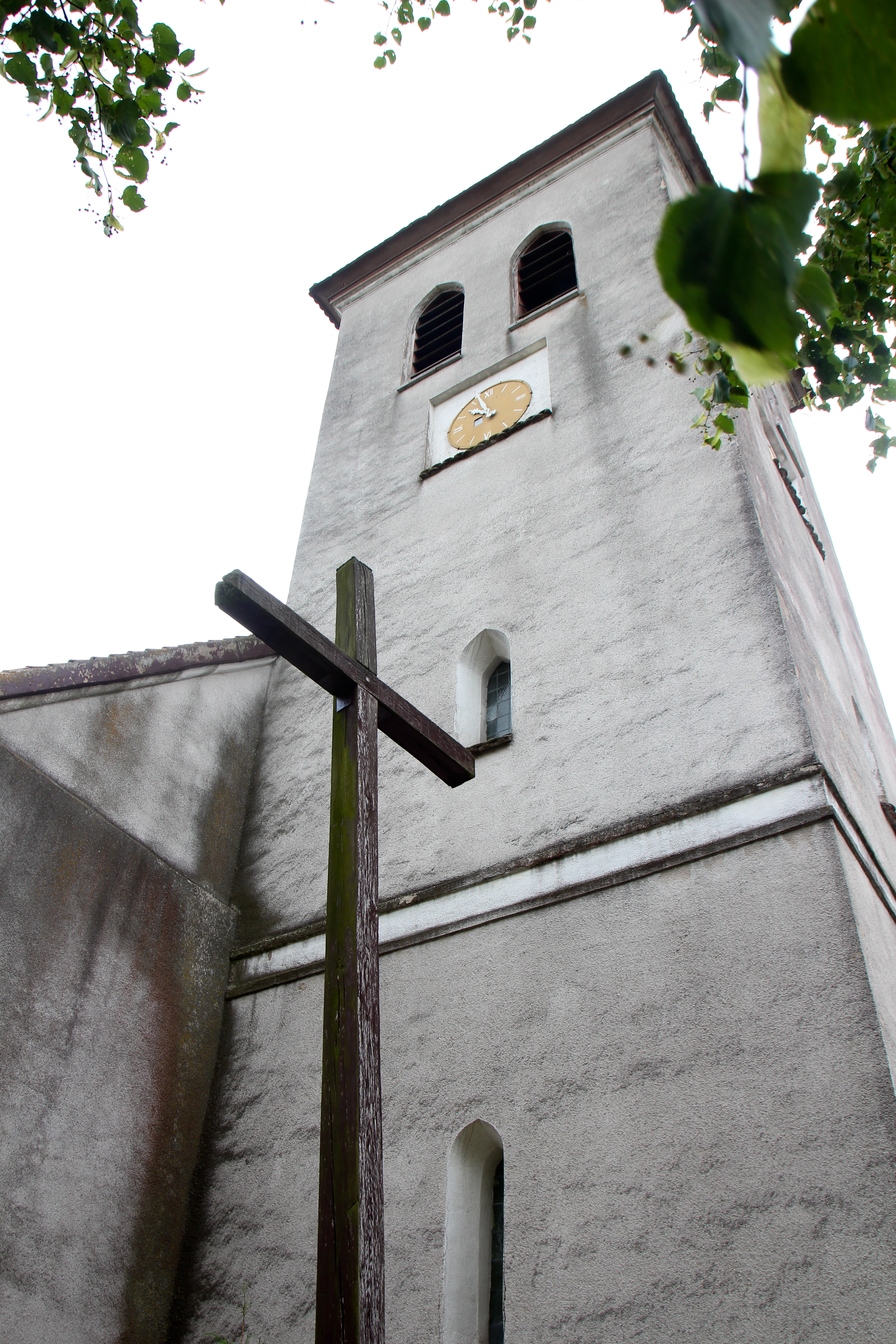
Der Kirchturm

Bereits im Jahre 1373 wurde in Momehnen eine Kirche erwähnt. Sie soll bis Ende des 14. Jahrhunderts ohne einen Choraufbau gewesen sein. Am 8. Dezember 1811 brannte sie bis auf die Zwei-Meter-Ringmauer nieder.
Erst im Jahre 1818 begann man mit dem Wiederaufbau des Gotteshauses. Am 21. April 1821 schließlich konnte man die Einweihung feiern.
Bei dem Bauwerk handelt es sich um ein Rechteck aus Feldsteinen und Ziegeln, ursprünglich noch ohne Turm. Seitlich des Gebäudes stand stattdessen ein Glockenstuhl.
Der Innenraum mit einem Kanzelaltar war schlicht gehalten. Im Jahre 1825 erhielt die Kirche eine Orgel.
Nach 1945 wurde das bisher evangelische Gotteshaus eine katholische Pfarrkirche und nach dem Heiligen Apostel Petrus benannt. Es fanden viele bauliche Veränderungen statt, um den Innenraum den veränderten liturgischen Gepflogenheiten anzupassen. Das Mauerwerk ist weißgrau verputzt.

## Kirchen-/Pfarrgemeinde
Die Kirche in Momehnen wurde in vorreformatorischer Zeit gegründet. und erhielt 1373 die Handfeste. Das Kirchspiel erstreckte sich südwestlich der einstigen und heute auf russischem Staatsgebiet gelegenen Kreisstadt Gerdauen (russisch Schelesnodoroschny) und gehörte zum Aufsichtsbezirk des Erzpriesters in Schippenbeil (polnisch Sępopol).

### Evangelisch

#### Kirchengeschichte
Die Reformation wurde im durch Säkularisation aus dem Deutschordensstaat herausgelösten Herzogtum Preußen früh eingeführt. Bis 1945 war Momehnen ein evangelisches Pfarrdorf und gehörte zuletzt zum Kirchenkreis Gerdauen in der Kirchenprovinz Ostpreußen der Kirche der Altpreußischen Union.
Das Kirchenpatronat oblag den Besitzern von Blumenthal (polnisch Maciejki), Ludwigshöhe (Piskorze) und Neuhof (Nowy Dwór Momajński). Im Jahre 1925 zählte das Kirchspiel 1.350 Gemeindeglieder.
Flucht und Vertreibung der einheimischen Bevölkerung setzten der kirchlichen Arbeit in Momajny ein vorläufiges Ende. Die sich neu ansiedelnden polnischen Bürger waren fast ausnahmslos katholischer Konfession. Heute in Momajny wieder lebende evangelische Kirchenglieder gehören zur Kirchengemeinde Barciany (deutsch Barten), einer Filialgemeinde der Pfarrkirche in Kętrzyn (Rastenburg) in der Diözese Masuren der Evangelisch-Augsburgischen Kirche in Polen.

#### Kirchspielorte
Zum Kirchspiel Momehnen gehörten bis 1945 außer dem Pfarrdorf 14 Dörfern Ortschaften bzw. Wohnplätze, die heute auf polnischem (PL) wie auch auf russischem (RUS) Staatsgebiet liegen:
| Name (bis 1945)         | Name (nach 1945)    | Staats- gebiet |
| ----------------------- | ------------------- | -------------- |
| * Arnsdorf              | Smeloje             | RUS            |
| Bawien 1938–1945 Bauden | Nikitino            | RUS            |
| Blumenthal              | Maciejki            | PL             |
| Friedrichshöh           | Bieskowo            | PL             |
| * Gerkiehnen            | Gierkiny            | PL             |
| * Groß Schellenberg     | Ogarewo             | RUS            |
| Klein Schellenberg      | Stanislawskoje      | RUS            |
| Langmichels             | Michałkowo          | PL             |
| Looskeim (zum Teil)     | Łoskajmy            | PL             |
| Ludwigsburg             | Stanislawskoje      | RUS            |
| Ludwigshöhe             | Piskorze            | PL             |
| Neuhof-Momehnen         | Nowy Dwór Momajński | PL             |
| Rauttersfelde           | Rutka               | PL             |
| Spierau                 | Bestuschewo         | RUS            |

#### Pfarrer
Der erste Pfarrer in Momehnen wurde 1383 genannt.
Als evangelische Geistliche amtierten an der Kirche Momehnen:
- Matthias Schubert, 1573
- Caspar Böttcher, 1602
- Daniel Grube, bis 1633
- Andreas Trosien, 1633
- Adam Frölian, 1633–1668
- Arnold Prange, 1670–1676
- Andreas Strauß
- Johann Korsch, 1679–1694
- Christoph Hörn, 1694

Pfarrer Otto Robatzek

- Johann Balthasar Conradi, 1695–1725
- Johann Friedrich Kahnert, 1725–1728
- Johann Tobias Henne, 1729–1744
- Samuel Jacob Keber, 1744–1751
- Georg Heinrich Myer, 1751–1800
- Johann Thomas Kopp, 1795–1802
- Ernst Friedrich Görcke, 1802–1806
- Samuel Friedrich Schepke, 1806–1812
- Carl Friedrich Zimmermann, 1824–1825
- Friedrich Ferdinand Hecht, 1827–1841
- Robert Carl Wischhausen, 1841–1868
- Johann Otto Adalbert Müller, 1869–1890
- (Albert Julius) Otto Robatzek, 1890–1925
- Georg Schwandt, 1925–1928
- Siegfried C.C. Besch, 1929
- Werner Karnath, 1930–1931
- Erwin Schmerling, 1932–1940
- Gerhard Plunder, 1940–1945

### Römisch-katholisch
Vor 1945 lebten nur wenige Katholiken in der Region Momehnen. Sie waren in die römisch-katholische Kirche St. Bruno in Insterburg (heute russisch Tschernjachowsk) im Dekanat Tilsit (Sowetsk) im Bistum Ermland eingepfarrt. Heute lebt in Momajny eine überwiegend katholische Bevölkerung. Das früher evangelische Gotteshaus wurde von der römisch-katholischen Kirche übernommen und ist heute als Pfarrkirche dem Hl. Apostel Petrus gewidmet. Die Pfarrei ist Teil des Dekanats Kętrzyn II – Północy Wschód (Rastenburg II – Nordost) im Erzbistum Ermland innerhalb der polnischen katholischen Kirche. Frączkowo (Fritzendorf) und Skandawa (Skandau) sind als Filialkirchen zugeordnet.